# Zygmunt Konieczny

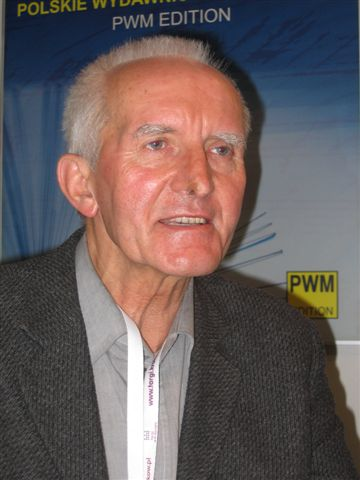
Zygmunt Konieczny

Zygmunt Konieczny (* 3. Januar 1937 in Krakau) ist ein polnischer Komponist.
Konieczny studierte an der Musikakademie Krakau und stellte seine ersten Kompositionen Ende der 1950er im Krakauer Cabaret Piwnica pod baranami vor. Hier lernte er Anfang der 1960er Jahre die Sängerin Ewa Demarczyk kennen, für die er dann einige ihrer größten Erfolge komponierte. Konieczny ist außerdem ein vielbeschäftigter Komponist von Theater- und Filmmusik. Er wurde dreimal mit dem Polnischen Filmpreis ausgezeichnet.